# 立木
立木（たちき、りゅうぼく）、立ち木（たちき）とは、地面に生育している樹木をいう。また、法律上特定の樹木に関して立木（りゅうぼく）と定義して特別の扱いをすることがある。

## 日本法における立木
日本においては、一般に言う立木（たちき）・樹木のうち、立木ニ関スル法律（立木法、りゅうぼくほう）の適用対象となるものを立木（りゅうぼく）と定義している。立木法では、立木とは「一筆の土地又は一筆の土地の一部分に生立する樹木の集団で、その所有者が本法により所有権保存の登記を受けたるもの」のことをいうと定義する。
立木は土地の定着物であり、不動産とされる。原則として、土地の構成部分とされ、独立の取引対象とはならない。しかし、伐採前の立木のまま取引をする慣行があるため、立木法で対抗要件として立木の登記をすることにより、独立の取引対象となる。また、立木登記がされていなくても、明認方法をすることをもって対抗要件を獲得できることが判例で認められている（民法242条但書の類推適用）。
明認方法とは、立木の幹の一部を削り所有者の住所氏名を墨書したり、それらを書いた札（明認札）を立木に掛けたりすることであり、登記をしなくても慣習的に対抗要件を満たすとされている。
立木権を利用して、土地開発問題が起きたときなどに、開発反対派が立木を所有して抵抗する「立ち木トラスト」（一木運動）とよばれる手法がとられることがある。